# コール・ド・バレエ

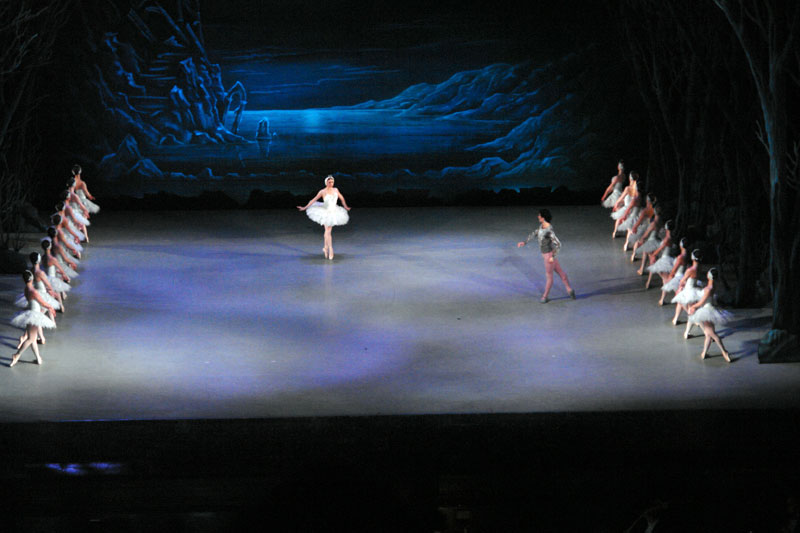
『白鳥の湖』。両脇に控えるのがコール・ド・バレエ。主役オデットのニーナ・アナニアシヴィリを引き立てる。

コール・ド・バレエ（仏: corps de ballet）とは、フランス語でバレエ団、またはバレエ団のダンサーが構成する集団のこと。
フランス語以外の言葉では後者に解し、ソリスト以外の、群舞や大人数の情景を担当するダンサーをひとまとめに指していう。日本語では略して「コール・ド」と呼ぶこともある。
パリ・オペラ座バレエでは、狭義に解する場合、ダンサーの階級のうち最下級のカドリーユ (quadrille) と、その一つ上のコリフェ (coryphée) をコール・ド・バレエという。
ロシアでは伝統的にコリフェ（корифей）よりも下の、最下級の階級をコール・ド・バレエ (кордебалет) と呼んでおり、マリインスキー・バレエでは現在でもこの名称を用いている。

## 歴史
1760年、メートル・ド・バレエとしてシュトゥットガルトに招かれたJ=G・ノヴェールは、ヴュルテンベルク公に著書 『舞踊とバレエについての手紙』 を献じ、バレエの端役のダンサーたちを均一かつ対称的に踊らせることを初めて示した。その後ノヴェールは1803年に出版した文章の中で、コール・ド・バレエは端役24人とその統率役のコリフェ8人の計32人があれば十分であると述べ、舞台上で人目を引く規律正しさから、それを歩兵集団に例えた。またコール・ド・バレエの踊りは主役の踊りとは別ものであるとし、「プルミエ・ダンスールのそれとはほとんど何の類似性も有していない」と結論付けた。
こうした見方は後代にも受け継がれ、コール・ド・バレエによる均一な踊りは現代にいたるまで多くのバレエ作品で必須のものとなっている。その使用法もさまざまで、『ラ・バヤデール』（1877年）の“影の王国”のように独立した群舞として使われる場合や、『白鳥の湖』（1895年）第2幕のように主役のソリスト2人と絡めて使われる場合もある。
他方、コール・ド・バレエを画一的に使用しない試みも早くからなされている。ジュール・ペローは 『ジゼル』（1841年）において、ウィリ（妖精）が登場する第2幕では群舞を展開させたが、第1幕ではそうした使用法を嫌って兵士・村人・ジプシーといった登場人物に異なる動きをさせた。同じようにコール・ド・バレエの各人を個性的に動かす演出は、ミハイル・フォーキンが 『ペトルーシュカ』（1911年）の市場の場面で用いて成功した。